# فرد الكسندر
فرد الكسندر (بالإنجليزية: Fred Alexander)‏ هو لاعب اتحاد الرغبي جنوب أفريقي، ولد في 30 ديسمبر 1870 في Malmesbury, South Africa ‏ في جنوب أفريقيا، وتوفي في 20 أبريل 1937 في جوهانسبرغ في جنوب أفريقيا.